# Абсолютно стойкий шифр
Абсолютно стойкий шифр — шифр, характеризующийся тем, что криптоаналитик принципиально не сможет извлечь статистическую информацию относительно выбираемых ключей из перехватываемого шифротекста.
Математически понятие абсолютно стойкого шифра было введено Клодом Шенноном в 1945 году в работе «Математическая теория криптографии».

## Вспомогательные понятия
Пусть {\displaystyle X} и {\displaystyle Y} — алфавиты открытого и шифрованного текста такие, что {\displaystyle |X|>1,} {\displaystyle |Y|>1,} {\displaystyle |Y|\geq |X|}.
Шифрование задаётся инъективным отображением {\displaystyle e_{k}:X\rightarrow Y}, дешифрование  — отображением {\displaystyle d_{k}:e_{k}(X)\rightarrow X,} {\displaystyle k\in K=\{1,2,...,n\}}.  
{\displaystyle E=\{e_{k},k\in K\},D=\{d_{k},k\in K\}} — наборы правил шифрования и дешифрования. 
Максимальное число {\displaystyle |E|=n} возможных отображений равно количеству размещений из {\displaystyle |Y|} по {\displaystyle |X|} (числу способов выбрать подмножества размером {\displaystyle |X|} в множестве {\displaystyle Y}, учитывая порядок элементов). 
Возникновение очередного символа {\displaystyle x\in X}, выбор ключа {\displaystyle k\in K} (то есть выбор отображения {\displaystyle e_{k}}), получение шифротекста {\displaystyle y\in Y} реализуются с некоторыми вероятностями: 
{\displaystyle P(X^{l})=\{p_{X^{l}}({\vec {x}}),{\vec {x}}\in X^{l}\}} — распределение вероятностей для открытого текста,  
{\displaystyle P(K^{l})=\{p_{K^{l}}({\vec {k}}),{\vec {k}}\in K^{l}\}} — распределение вероятностей для комбинации номеров отображений,  
{\displaystyle P(Y^{l})=\{p_{Y^{l}}({\vec {y}}),{\vec {y}}\in Y^{l}\}} — распределение вероятностей для шифротекста, где
{\displaystyle X^{l},K^{l},Y^{l}} — декартовы степени множеств {\displaystyle X,K,Y},  {\displaystyle l} — количество символов в открытом тексте.
Будем считать, что случайные величины, соответствующие появлению открытого текста {\displaystyle {\vec {x}}} и ключа {\displaystyle {\vec {k}}}, независимыми. Тогда:
{\displaystyle p_{Y^{l}}({\vec {y}})=\sum _{}p_{X^{l}}({\vec {x}})p_{K^{l}}({\vec {k}})}, где сумма ведётся по всем {\displaystyle {\vec {x}}} и {\displaystyle {\vec {k}}} таким, что {\displaystyle e_{\vec {k}}({\vec {x}})={\bigl (}e_{k_{1}}(x_{1}),...,e_{k_{l}}(x_{l}){\bigr )}^{T}={\vec {y}}}. 
{\displaystyle E^{l},D^{l}} — множества правил шифрования и дешифрования (декартовы степени множеств {\displaystyle E,D}).
Учитывая, что не каждая комбинация символов длины {\displaystyle l} из алфавита {\displaystyle X} может появиться в открытом тексте, введём: {\displaystyle X^{(l)}=\{{\vec {x}}:p_{X^{l}}({\vec {x}})>0\},Y^{(l)}=\{{\vec {y}}:p_{Y^{l}}({\vec {y}})>0\}}.
Шифр замены с неограниченным ключом — семейство шифров {\displaystyle S_{H}=\{S_{H}^{(l)},l\in \mathbb {N} \}}, где {\displaystyle S_{H}^{(l)}} — представляет собой совокупность {\displaystyle X^{(l)},K^{l},Y^{(l)},E^{l},D^{l},P(X^{(l)}),P(K^{l}),P(Y^{(l)})}, при этом {\displaystyle p_{K^{l}}({\vec {k}})>0,\forall {\vec {k}}\in K^{l}}.
Длина ключа шифра замены с неограниченным ключом совпадает с размером открытого текста {\displaystyle l}.
Пусть {\displaystyle {\tilde {K}}} — конечное множество некоторых ключей (некоторых наборов натуральных чисел). Длина ключа из {\displaystyle {\tilde {K}}} может быть меньше {\displaystyle l}. Для каждого ключа из {\displaystyle {\tilde {K}}} можно задать правило детерминированного построения ключевого потока {\displaystyle {\vec {k}}=(k_{1},...,k_{l})^{T}\in K^{l}}. Полученный таким образом набор ключевых потоков для всех ключей из {\displaystyle {\tilde {K}}} обозначим {\displaystyle K^{(l)}}. Например, для ключа {\displaystyle (k_{1},...,k_{p})^{T}\in {\tilde {K}},1<p<l} в качестве ключевого потока можно взять периодическое повторение этого ключа {\displaystyle (k_{1},...,k_{p},k_{1},...,k_{p},...)^{T}\in K^{l}}. Заметим, что {\displaystyle K^{(l)}\subseteq K^{l}}.
Шифр замены с ограниченным ключом — семейство шифров {\displaystyle S_{O}=\{S_{O}^{(l)},l\in \mathbb {N} \}}, где {\displaystyle S_{O}^{(l)}} есть та же совокупность, что и для определённого выше шифра с неограниченным ключом, в которой вместо {\displaystyle K^{l}} и {\displaystyle P(K^{l})} используется множество {\displaystyle K^{(l)}} и распределение {\displaystyle P(K^{(l)})}.

## Формальное определение
Пусть {\displaystyle p_{X^{(l)}|Y^{(l)}}({\vec {x}}|{\vec {y}})} — вероятность, что было зашифровано сообщение {\displaystyle {\vec {x}}\in X^{(l)}} при регистрации шифротекста {\displaystyle {\vec {y}}\in Y^{(l)}}. Шифр называется абсолютно стойким, если выполнено:
{\displaystyle p_{X^{(l)}|Y^{(l)}}({\vec {x}}|{\vec {y}})=p_{X^{(l)}}({\vec {x}})} {\displaystyle \forall {\vec {x}}\in X^{(l)},\forall {\vec {y}}\in Y^{(l)},\forall l\in \mathbb {N} }.
Другими словами, апостериорное распределение вероятностей {\displaystyle P_{X^{(l)}|Y^{(l)}}=\{p_{X^{(l)}|Y^{(l)}}({\vec {x}}|{\vec {y}}),x\in X^{(l)},y\in Y^{(l)}\}} совпадает с априорным распределением {\displaystyle P(X^{(l)})}.  В терминах теории информации это означает, что условная энтропия сообщения при известном шифрованном тексте равна безусловной. Знание шифротекста {\displaystyle {\vec {y}}} не даёт криптоаналитику никакого полезного знания для получения {\displaystyle {\vec {x}}} (расшифровка возможна только полным перебором).

## Основные свойства
Никакой шифр с ограниченным ключом {\displaystyle S_{O}} не является совершенным.
Условная вероятность для шифра с ограниченным ключом:
{\displaystyle p_{Y^{(l)}|X^{(l)}}({\vec {y}}|{\vec {x}})=\sum _{{\vec {k}}\in K^{(l)}({\vec {x}},{\vec {y}})}p_{K^{(l)}}({\vec {k}})}, где {\displaystyle K^{(l)}({\vec {x}},{\vec {y}})=\{{\vec {k}}\in K^{(l)}:e_{k_{i}}(x_{i})=y_{i},i={\overline {1,l}}\}}. 
Покажем, что для совершенного шифра верно: {\displaystyle |K^{(l)}({\vec {x}},{\vec {y}})|\geq 1} {\displaystyle \forall {\vec {x}}\in X^{(l)},\forall {\vec {y}}\in Y^{(l)},\forall l\in \mathbb {N} }. Действительно, если бы {\displaystyle |K^{(l)}({\vec {x}},{\vec {y}})|=0} при некоторых {\displaystyle {\vec {x}}} и {\displaystyle {\vec {y}}}, то {\displaystyle p_{Y^{(l)}|X^{(l)}}({\vec {y}}|{\vec {x}})=0}. Так как {\displaystyle p_{X^{(l)}|Y^{(l)}}({\vec {x}}|{\vec {y}})={\frac {p_{X^{(l)}}({\vec {x}})\cdot p_{Y^{(l)}|X^{(l)}}({\vec {y}}|{\vec {x}})}{p_{Y^{(l)}}({\vec {y}})}}}, то {\displaystyle p_{X^{(l)}}({\vec {x}})=0} ( {\displaystyle p_{X^{(l)}|Y^{(l)}}({\vec {x}}|{\vec {y}})=p_{X^{(l)}}({\vec {x}})} по определению абсолютной стойкости), что противоречит определению шифра с ограниченным ключом.
Теперь можно утверждать, что для совершенного шифра {\displaystyle |K^{(l)}|\geqslant |Y^{(l)}|}, так как для любого фиксированного {\displaystyle {\vec {x}}} существует ключ {\displaystyle {\vec {k}}} такой, что {\displaystyle e_{\vec {k}}({\vec {x}})={\vec {y}}}. Но это неравенство невозможно {\displaystyle \forall l\in \mathbb {N} }, так как множество {\displaystyle {\tilde {K}}} конечно, а {\displaystyle |Y^{(l)}|} неограниченно возрастает при росте {\displaystyle l} , ведь {\displaystyle |Y^{(l)}|\geqslant |X^{(l)}|,} {\displaystyle |X^{(l+1)}|>|X^{(l)}|}.
Если шифр совершенный, то {\displaystyle |X|\leq |Y|\leq |K|}.
Если провести рассуждения, аналогичные доказательству предыдущего свойства, но вместо множества {\displaystyle K^{(l)}({\vec {x}},{\vec {y}})} использовать {\displaystyle K^{l}({\vec {x}},{\vec {y}})=\{{\vec {k}}\in K^{l}:e_{k_{i}}(x_{i})=y_{i},i={\overline {1,l}}\}}, то также получим: {\displaystyle |K^{(l)}|\geqslant |Y^{(l)}|}. Но в этом случае у нас нет ограничения на мощность множества {\displaystyle K^{(l)}}. По первому свойству неравенство будет выполняться и при {\displaystyle l=1}.

## Теорема Шеннона

### Формулировка
Шифр с неограниченным ключом {\displaystyle S_{H}}, у которого {\displaystyle |X|=|Y|=|K|} является совершенным тогда и только тогда, когда:
{\displaystyle 1.} {\displaystyle |K(x,y)|=1} {\displaystyle \forall x\in X,\forall y\in Y}, где {\displaystyle K(x,y)=\{k\in K:e_{k}(x)=y\}}, то есть для любого {\displaystyle x} и любого {\displaystyle y} существует только один ключ {\displaystyle k} такой, что {\displaystyle e_{k}(x)=y};
{\displaystyle 2.} {\displaystyle p_{K}(k)\equiv p(k)={\frac {1}{|K|}}} {\displaystyle \forall k\in K}, то есть ключи должны быть равновероятны.

### Доказательство
{\displaystyle (\Rightarrow 1)}
Так как {\displaystyle |Y|=|K|}, то из {\displaystyle |K(x,y)|\geq 1} следует, что при {\displaystyle k_{1}\neq k_{2}}следует {\displaystyle e_{k_{1}}(x)\neq e_{k_{2}}(x)} {\displaystyle \forall x\in X}.
{\displaystyle (\Rightarrow 2)}
Занумеруем ключи следующим образом при фиксированном {\displaystyle y}: {\displaystyle e_{k_{j}}(x_{j})=y,j={\overline {1,|X|}}}. Получим:
{\displaystyle p(x_{j})=p(x_{j}|y)={\frac {p(y|x_{j})\cdot p(x_{j})}{p(y)}}={\frac {p(k_{j})\cdot p(x_{j})}{p(y)}}\Rightarrow p(k_{j})=p(y)} {\displaystyle \forall j={\overline {1,|X|}}}.
{\displaystyle (\Leftarrow 1,2)}
Используем ту же нумерацию, что и в предыдущем пункте, считая {\displaystyle y} фиксированным. Применяя {\displaystyle 1}:
{\displaystyle p(y)=\sum _{(x_{j},k_{j}):e_{k_{j}}(x_{j})=y}p(x_{j})\cdot p(k_{j})={\frac {1}{N}}\cdot \sum _{j=1}^{N}p(x_{j})={\frac {1}{N}}}. Применяя {\displaystyle 1} и {\displaystyle 2}:
{\displaystyle p(x_{j}|y)={\frac {p(x_{j})\cdot p(y|x_{j})}{p(y)}}=p(x_{j})}. Получили определение абсолютной стойкости.

## Общий вид
Исходя из теоремы Шеннона, правило шифрования шифра замены {\displaystyle S_{H}^{(l)}} при {\displaystyle l=1}, у которого {\displaystyle |X|=|Y|=|K|}, можно представить в виде латинского квадрата:
| {\displaystyle K/X}       | {\displaystyle x_{1}}                | {\displaystyle ...} | {\displaystyle x_{\|X\|}}                |
| ------------------------- | ------------------------------------ | ------------------- | ---------------------------------------- |
| {\displaystyle k_{1}}     | {\displaystyle e_{k_{1}}(x_{1})}     | {\displaystyle ...} | {\displaystyle e_{k_{1}}(x_{\|X\|})}     |
| {\displaystyle ...}       | {\displaystyle ...}                  | {\displaystyle ...} | {\displaystyle ...}                      |
| {\displaystyle k_{\|X\|}} | {\displaystyle e_{k_{\|X\|}}(x_{1})} | {\displaystyle ...} | {\displaystyle e_{k_{\|X\|}}(x_{\|X\|})} |

При равновероятном использовании {\displaystyle k_{1},...,k_{|X|}} система будет обладать абсолютной стойкостью. Практической реализацией такой системы, например, является шифр Вернама.

## Замечание
Существуют абсолютно стойкие шифры, для которых количество символов в алфавите {\displaystyle |X|} открытого текста меньше {\displaystyle |Y|}. Например:
{\displaystyle X=\{x_{1},x_{2}\},Y=\{1,2,3\},K=\{k_{1},..,k_{6}\}}
| {\displaystyle K/X}                             | {\displaystyle x_{1}} | {\displaystyle x_{2}} |
| ----------------------------------------------- | --------------------- | --------------------- |
| {\displaystyle k_{1},p(k_{1})={\frac {19}{80}}} | {\displaystyle 1}     | {\displaystyle 2}     |
| {\displaystyle k_{2},p(k_{2})={\frac {3}{20}}}  | {\displaystyle 1}     | {\displaystyle 3}     |
| {\displaystyle k_{3},p(k_{3})={\frac {21}{80}}} | {\displaystyle 2}     | {\displaystyle 1}     |
| {\displaystyle k_{4},p(k_{4})={\frac {1}{10}}}  | {\displaystyle 2}     | {\displaystyle 3}     |
| {\displaystyle k_{5},p(k_{5})={\frac {1}{8}}}   | {\displaystyle 3}     | {\displaystyle 1}     |
| {\displaystyle k_{6},p(k_{6})={\frac {1}{8}}}   | {\displaystyle 3}     | {\displaystyle 2}     |

Абсолютная стойкость данного шифра легко проверяется по определению по формуле: {\displaystyle p(x|y)={\frac {p(y|x)p(x)}{\sum _{x'}p(x')p(y|x')}}={\frac {p(x)\sum _{k}p(k)}{\sum _{x',k\in K(x',y)}p(x')p(k)}}} . 
Этот шифр остаётся абсолютно стойким для любого распределения {\displaystyle P(X)}.